# Calle 40 Sur (estación)
La estación intermedia Calle 40 Sur hace parte del sistema de transporte masivo de Bogotá llamado TransMilenio, el cual fue inaugurado en el año 2000.

## Ubicación
La estación se encuentra ubicada en el sur de la ciudad, más específicamente en la Avenida Caracas entre la diagonal 37B Sur y la calle 41B Sur. Se accede a ella por medio de cruces semaforizados ubicados sobre éstas vías.

## Origen del nombre
La estación recibe el nombre de Calle 40 Sur, por la cercanía de este eje vial del sector. Esta estación atiende a los usuarios de los barrios Quiroga Sur, Granjas San Pablo, El Pesebre y alrededores.

## Historia
El 9 de junio de 2001 , fue inaugurada la segunda fase de la Avenida Caracas Sur desde Tercer Milenio, hasta la estación intermedia de la Calle 40 Sur. Meses más tarde el servicio fue extendido al sur, hasta el Portal Usme.
Durante el Paro nacional de 2021, la estación sufrió diversos ataques que afectaron de forma considerable las puertas de vidrio y demás infraestructura de la estación, razón por la cual se encontró inoperativa. Por ello se implementó un servicio circular como contingencia.
A finales del año 2015, la estación fue mejorada con puertas anticolados, así mismo a inicios de 2016, fueron colocadas barreras a los lados de la estación para así evitar que personas arriesguen su vida ingresando por las puertas sin pagar.

## Servicios de la estación

### Servicios troncales
| Tipo                                                           | Rutas al Norte | Rutas al Sur |
| -------------------------------------------------------------- | -------------- | ------------ |
| Ruta fácil                                                     | 3              | 3            |
| Expresos todos los días todo el día                            | C15 K54        | H15 H54      |
| Expresos lunes a sábado todo el día                            | B13 D20 D21    | H13 H20 H21  |
| Expresos lunes a viernes horas pico de la mañana y de la tarde | B27            | H27          |
| Expresos lunes a viernes hora pico de la mañana                | J76            |              |
| Expresos lunes a viernes hora pico de la tarde                 |                | H76          |

### Servicios alimentadores
Así mismo funcionan las siguientes rutas alimentadoras al costado occidental de la estación:
- 7-1 circular al sector de Uribe Uribe
- 7-2 circular al barrio Tunal
- 7-3 circular al barrio Inglés

### Esquema
| ← Norte                  |           |         |         |                       |               |
| Diagonal 38 Bis Sur      | D20D21J76 | 3B13B27 | C15K54  | Calle 41B Sur         | Calle 41B Sur |
|                          | Vagón 3   | Vagón 2 | Vagón 1 |                       |               |
| Calle 38 Sur             | H20H54H76 | 3H13H21 | H15H27  | Calle 41B Sur         | Calle 41B Sur |
| Sur →                    |           |         |         |                       |               |
|                          |           |         |         |                       |               |
| Plataforma alimentadores |           |         |         |                       |               |
|                          | 7-1       | 7-3     | 7-2     | Llegada alimentadores |               |
| ← Norte                  |           |         |         |                       |               |

## Ubicación geográfica
| Noroeste: Rafael Uribe Uribe | Norte: H Quiroga   | Nordeste: Rafael Uribe Uribe |
| Oeste: G Venecia             |                    | Este: Rafael Uribe Uribe     |
| Suroeste: Rafael Uribe Uribe | Sur: H Santa Lucía | Sureste: Rafael Uribe Uribe  |